# Ocotea martinicensis
Ocotea martinicensis är en lagerväxtart som beskrevs av Carl Christian Mez. Ocotea martinicensis ingår i släktet Ocotea och familjen lagerväxter. Inga underarter finns listade i Catalogue of Life.